# Agra katewinsletae
Agra katewinsletae — вид жуків із родини турунів (Carabidae). Названий на честь англійської акторки Кейт Вінслет.

## Поширення
Ендемік Коста-Рики.

## Опис
Невеликий жук розміром 8,5–13,0 мм (0,33–0,51 дюйма) у довжину та 2,64–3,72 мм (0,104–0,146 дюйма) у ширину.